# عقدة لمفاوية خلف البلعوم
العُقد اللمفاوية خلف البلعوم (بالإنجليزية: Retropharyngeal lymph node)‏ هيَ عُقد لمفاوية يتراوح عددها ما بين واحد إلى ثلاثة، وتقع في اللفافة الشدقية البلعومية خَلف الجزء العُلوي من البلعوم وأمام قوس الفقرة الأطلسية، وتفصل عنه بواسطة العضلة الطويلة الرأسية.
تُصرف واردتها جوف الأنف والجزء الأنفي من البلعوم وقناة استاكيوس، أما صادراتها فتذهب إلى العقدة اللمفاوية الرقبية العميقة.
تتواجد هذه العقد في الحيز خلف البلعوم، وعادةً ما تختفي في عمر 4 أو 5 سنوات، وهذا سَبب نَدرة حدوث الخراج خلف البلعوم في الأطفال.